# Кофеварка

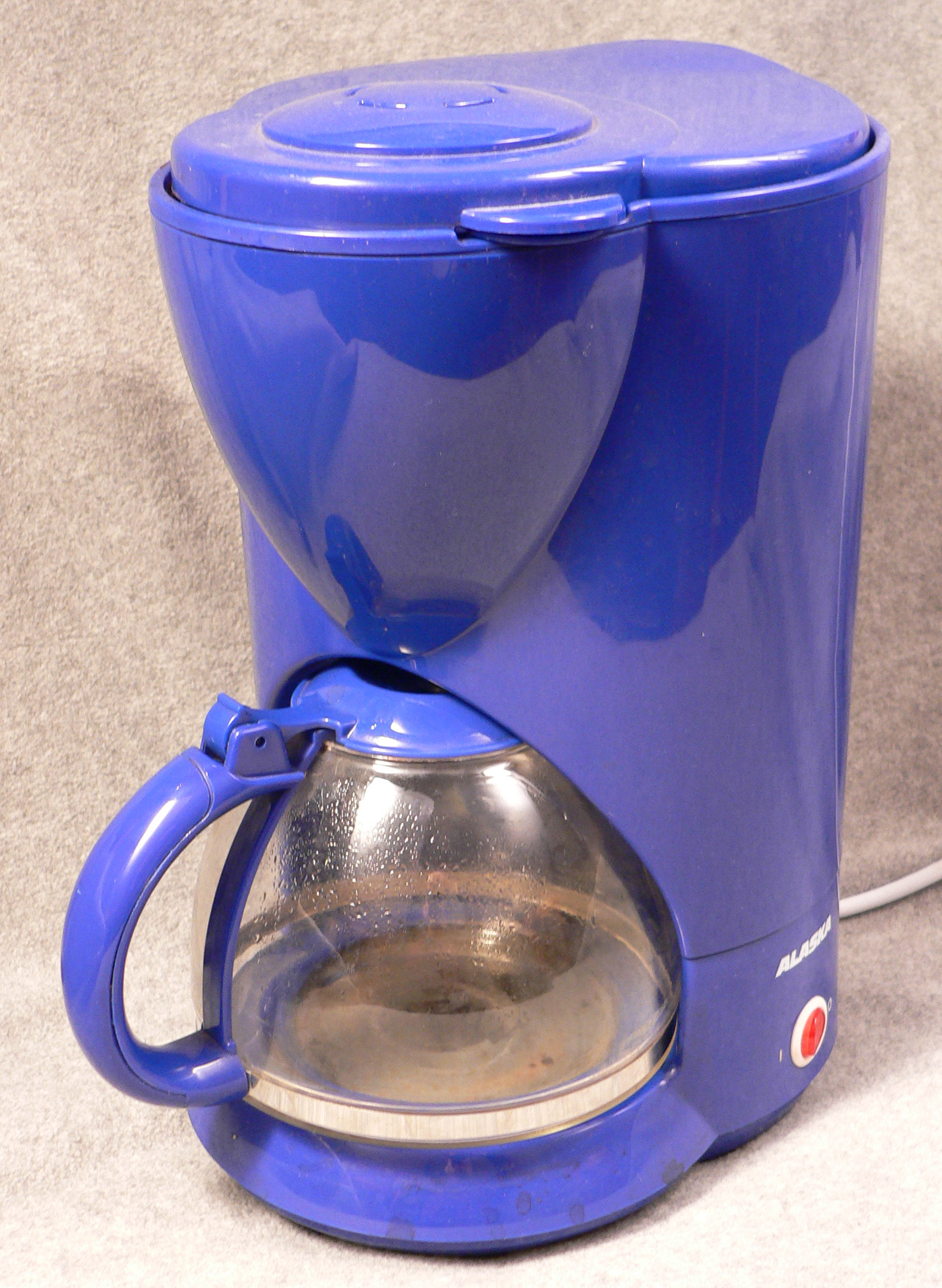
Капельная кофеварка

Кофеварка — устройство для приготовления кофе.

## Виды

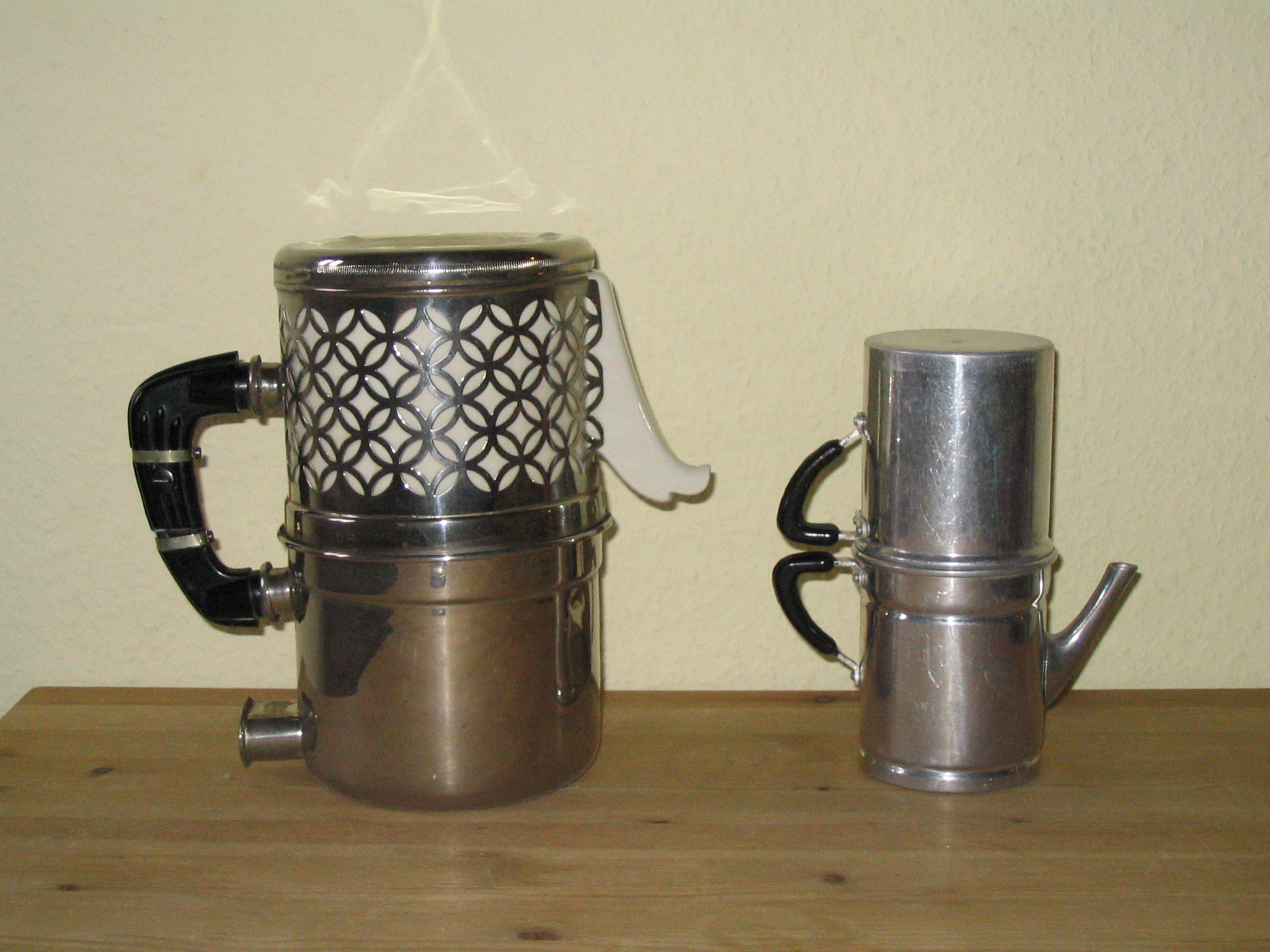
Капельные неаполитанские кофеварки (электрическая с керамической частью и традиционная металлическая)

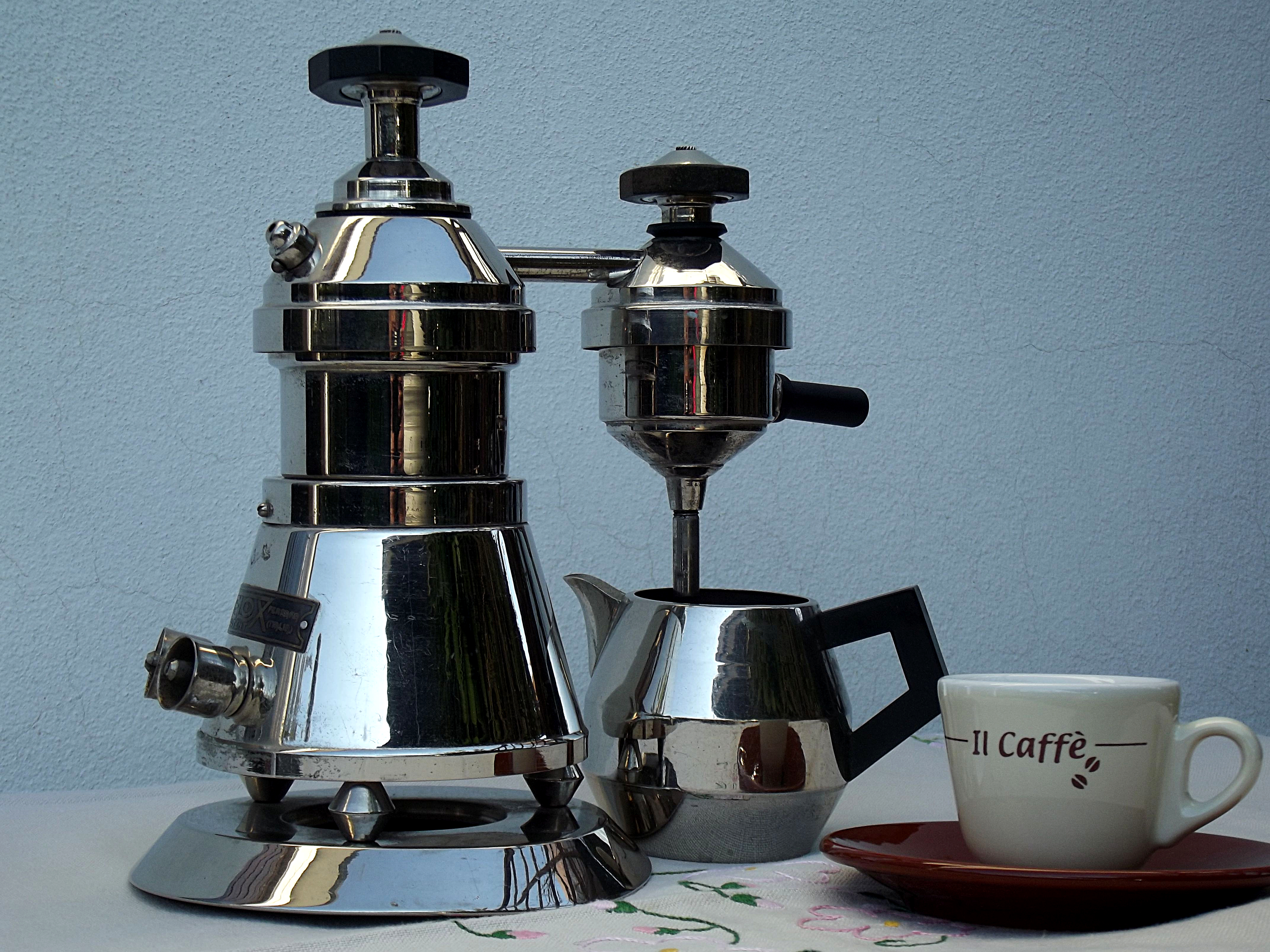
Электрическая капельная кофеварка ранних версий

### Кофеварка по-турецки
Автоматизирует процесс приготовления кофе в турке (джезве). В чашку с антипригарным покрытием засыпается кофе, сахар и специи. Добавляется вода. Кофеварка осуществляет нагрев турки снизу. Сверху над туркой находятся датчики температуры и объёма. В соответствии с правилами приготовления кофе по-турецки необходимо довести кофе почти до кипения и снять с песка, датчик объёма не позволяет кофе «убежать».

### Капельная
Автоматизирует процесс приготовления фильтр-кофе. Вода в такой кофеварке проходит по кипятильной трубке, где часть её образуется в пар. Далее этот пар по закону Архимеда устремляется вверх по кипятильной трубе (она уходит вертикально вверх), при этом увлекая с собой небольшие порции воды, которая затем сливается в ёмкость с молотым кофе, пропитывается им и стекает в ёмкость для сбора сваренного таким образом кофейного напитка.

### Гейзерная
Кофеварка состоит из нижней ёмкости для воды, кофейного фильтра и верхней части для сбора готового напитка. Холодная вода наливается в нижнюю ёмкость, сверху устанавливается фильтр с молотым кофе и, наконец, закрепляется верхняя ёмкость. Как правило, верх и низ кофеварки скрепляются резьбовым креплением. Вода в нижней ёмкости нагревается до кипения и поднимается в верхнюю ёмкость, проходя сквозь фильтр с кофе.

### Капсульная
Капсульная кофеварка использует для приготовления кофе кофейные капсулы, которые загружаются в корпус кофеварки. Для приготовления кофе капсула прокалывается и сквозь насыпанный в неё кофе проходит горячая вода под давлением (от 15 до 19 бар). Преимущество капсульных машин — скорость и удобство приготовления кофе.

### Эспрессо кофемашина (рожковая)
Эспрессо-кофемашины варят кофе при помощи горячей воды, которая проходит под давлением через молотый кофе.